# Narciso López (militar)
Narciso López de Urriola (Caracas, 2 de novembro de 1797 — Havana, 1 de setembro de 1851) foi um militar e aventureiro nascido na Venezuela e General do Exército espanhol, mais conhecido por suas expedições destinadas a libertar Cuba da Espanha na década de 1850. Suas tropas levaram uma bandeira que López projetou, que mais tarde se tornou a bandeira da Cuba moderna.

## Vida na Venezuela, Cuba e Espanha
Narciso López nasceu em Caracas, Venezuela, em uma rica família mercantil de origem basca; seu pai era Pedro Manuel Lopez e sua mãe era Ana Paula de Oriola (às vezes soletrada Urriola). Teve pelo menos uma irmã. Ainda adolescente, foi recrutado à força em 1814 pelo general espanhol José Tomás Boves das fileiras das forças de independência derrotadas abandonadas por um fugitivo Simón Bolívar na cidade de Valência.
Quando ainda jovem, lutou pelos espanhóis, na Batalha de Las Queseras del Medio (1819) e Carabobo (1821) contra as forças de independência lideradas por Bolívar, José Antonio Páez e outros.
Quando o exército espanhol se retirou em derrota para Cuba após a decisiva Batalha do Lago de Maracaibo, López, que havia lutado neste conflito, partiu com eles, assim como muitos outros sobreviventes, incluindo Calixto Garcia de Luna e Izquierdo, que seria o avô do general Calixto García, major cubano da Independência. Casou-se em 1825 com a irmã do conde de Pozos Dulces, Maria Dolores com quem teve um filho. Narciso López, que havia conquistado o posto de coronel do Exército Espanhol na Venezuela aos vinte e um anos, lutou na Primeira Guerra Carlista. Após a guerra, continuou a servir o governo espanhol em vários postos administrativos, incluindo as Cortes para a cidade de Sevilha e como governador militar em Madrid. Depois de fracassar em alguns empreendimentos comerciais, ele se tornou partidário da facção anti-espanhola em Cuba. Em 1848, durante uma prisão espanhola de revolucionários cubanos, López fugiu para os Estados Unidos.